# ISO/IEC 8859-1
Az ISO/IEC 8859-1 olyan 8 bit hosszú kódkészlet, amely a következő nyelvek karaktereit maradéktalanul tartalmazza:
- Afrikaans
- Albán
- Angol (UK és US)
- Baszk
- Breton
- Holland
- Feröeri
- Finn
- Galiciai
- Izlandi
- Indonéz
- Ír
- Korzikai
- Latin
- Leonese
- Luxemburgi
- Maláj
- Manx
- Német
- Norvég
- Olasz
- Okcitán
- Portugál
- Romans
- Skót gael
- Spanyol
- Szuahéli
- Svéd
- Vallon

## Latin 1-es kódkészlet
| ISO/IEC 8859-1 | ISO/IEC 8859-1 | ISO/IEC 8859-1 | ISO/IEC 8859-1 | ISO/IEC 8859-1 | ISO/IEC 8859-1 | ISO/IEC 8859-1 | ISO/IEC 8859-1 | ISO/IEC 8859-1 | ISO/IEC 8859-1 | ISO/IEC 8859-1 | ISO/IEC 8859-1 | ISO/IEC 8859-1 | ISO/IEC 8859-1 | ISO/IEC 8859-1 | ISO/IEC 8859-1 | ISO/IEC 8859-1 |
| -------------- | -------------- | -------------- | -------------- | -------------- | -------------- | -------------- | -------------- | -------------- | -------------- | -------------- | -------------- | -------------- | -------------- | -------------- | -------------- | -------------- |
|                | x0             | x1             | x2             | x3             | x4             | x5             | x6             | x7             | x8             | x9             | xA             | xB             | xC             | xD             | xE             | xF             |
| 0x             | ^@             | ^A             | ^B             | ^C             | ^D             | ^E             | ^F             | ^G             | ^H             | ^I             | ^J             | ^K             | ^L             | ^M             | ^N             | ^O             |
| 1x             | ^P             | ^Q             | ^R             | ^S             | ^T             | ^U             | ^V             | ^W             | ^X             | ^Y             | ^Z             | ^[             | ^\             | ^]             | ^^             | ^_             |
| 2x             | SP             | !              | "              | #              | $              | %              | &              | '              | (              | )              | *              | +              | ,              | -              | .              | /              |
| 3x             | 0              | 1              | 2              | 3              | 4              | 5              | 6              | 7              | 8              | 9              | :              | ;              | <              | =              | >              | ?              |
| 4x             | @              | A              | B              | C              | D              | E              | F              | G              | H              | I              | J              | K              | L              | M              | N              | O              |
| 5x             | P              | Q              | R              | S              | T              | U              | V              | W              | X              | Y              | Z              | [              | \              | ]              | ^              | _              |
| 6x             | `              | a              | b              | c              | d              | e              | f              | g              | h              | i              | j              | k              | l              | m              | n              | o              |
| 7x             | p              | q              | r              | s              | t              | u              | v              | w              | x              | y              | z              | {              |                | }              | ~              |                |
| 8x             | XXX            | XXX            | BPH            | NBH            | IND            | NEL            | SSA            | ESA            | HTS            | HTJ            | VTS            | PLD            | PLU            | RI             | SS2            | SS3            |
| 9x             | DCS            | PU1            | PU2            | STS            | CCH            | MW             | SPA            | EPA            | SOS            | XXX            | SCI            | CSI            | ST             | OSC            | PM             | APC            |
| Ax             | NB SP          | ¡              | ¢              | £              | ¤              | ¥              | ¦              | §              | ¨              | ©              | ª              | «              | ¬              | SHY            | ®              | ¯              |
| Bx             | °              | ±              | ²              | ³              | ´              | µ              | ¶              | ·              | ¸              | ¹              | º              | »              | ¼              | ½              | ¾              | ¿              |
| Cx             | À              | Á              | Â              | Ã              | Ä              | Å              | Æ              | Ç              | È              | É              | Ê              | Ë              | Ì              | Í              | Î              | Ï              |
| Dx             | Ð              | Ñ              | Ò              | Ó              | Ô              | Õ              | Ö              | ×              | Ø              | Ù              | Ú              | Û              | Ü              | Ý              | Þ              | ß              |
| Ex             | à              | á              | â              | ã              | ä              | å              | æ              | ç              | è              | é              | ê              | ë              | ì              | í              | î              | ï              |
| Fx             | ð              | ñ              | ò              | ó              | ô              | õ              | ö              | ÷              | ø              | ù              | ú              | û              | ü              | ý              | þ              | ÿ              |

A készletből hiányoznak a kettős éles ékezetes magyar betűk (ő, ű), helyettük az õ és az û szerepel. A 20-7E (32-126) között az ASCII karakterei találhatók.